# Juraj Aras
Juraj Aras (Zadar, 15. rujna 1974.) je hrvatski kazališni i televizijski glumac.

## Životopis

### Karijera
Juraj Aras stalni je član kazališta lutaka Zadar od 1995. godine. Dobitnik je nagrade za glumu i animaciju u predstavi Don Quijote Kazališta lutaka Zadar na SLUK-u 1999., za uloge Pietra i alter-ega Don Quiotea u režiji Wieslawa Hejnoa. 
Također je ponosni vlasnik nagrade za polivalentnu glumu u autorskoj monodrami Nulovanje umjetničke organizacije Teatro VeRRdi, u režiji Christiana Suchyja, na prvom Glumištu pod murvom u Skradinu 2008. i dobitnik nagrade za ulogu "Nepoznatog nekog" u predstavi Michelangelo Buonarroti Kazališta lutaka Zadar na SLUK-u, 2011. godine.
Juraj je utemeljitelj umjetničke organizacije Teatro VeRRdi (1999.) koja se bavi promicanjem i produkcijom alternativne kulture te kazališnom edukacijom mladih. Autor je glazbe u predstavama Ekologija i društvo (KLZ, 1997.), Metamorfoza (Dramski studio HKK, 1998.), Zločin na kozjem otoku (Dramski studio HKK, 2001.), Vuk i sedam kozlića (KLZ, 2002.).
Godine 1998. postao je članom MAPA-e (Moving Academy for Performing Arts - Amsterdam). 
Jedan je od inicijatora nastanka Dramskog studija HKK Zadar, 1998. godine, te pokretača i voditelja projekta Artikultura u kinu Pobjeda u Zadru, od 2008. godine. Juraj je zadnjih petnaestak godina u Kazalištu lutaka Zadar igrao u više od 50 predstava.

## Filmografija

### Televizijske uloge
- "Ruža vjetrova" kao Edo Jelavić (2011. – 2012.)

### Filmske uloge
- "Mali div" kao očuh (2013.)

## Vanjske poveznice
- Juraj Aras u internetskoj bazi filmova IMDb-u (engl.)